# Izmira Ulqinaku
Izmira Ulqinaku – deputowana do Zgromadzenia Albanii z ramienia Demokratycznej Partii Albanii.

## Życiorys
W 2017 roku została deputowaną do albańskiego parlamentu z ramienia Demokratycznej Partii Albanii.